# Аджой Рой
Аджой Рой (бенг. অজয় রায়; 1 березня 1935, Дінаджапур, Бангладеш — 9 грудня 2019, Дакка, Бангладеш) — бангладеський професор фізики, який працював в Даккському університеті, але став знаний завдяки видатній ролі у правозахисній діяльності та вільнодумстві. Один із видатних педагогів, які пропагували світський гуманізм.
Заснував й очолював Shishka Andolan Mancha (Платформа для освітянського руху) і був головою Shamriti Mancha (Платформа для миру-гармонії-спокою).
Був головним редактором журналу «Muktanwesa» (бенг. মুক্তান্বেষা), бенгальського видання для сприяння вільнодумству та світському гуманізму. Був членом дорадчої ради Mukto-Mona, інтернет-форуму вільнодумців, раціоналістів, скептиків, атеїстів і гуманістів популярного переважно серед бенгальців та південної частини Азії. Був почесним членом Раціоналістичного інтернаціоналу, організації, що захищає раціоналістичні ідеї. Працював оглядачем національних газет Бангладеш. 2012 року став лавреатом найвищої цивільної нагороди Бангладеш Екушей Падак.

## Ранні роки й освіта
Народився в Дінаджапурі, Бангладеш. Здобув ступінь бакалавра та магістра в Даккському університеті, а також ступінь доктора філософії з фізичної хімії в Університеті Лідса. Був серед групи викладачів, які сформували передовий центр фізики твердого тіла та кристалографії, створений 1969 року під егідою ЮНЕСКО. Його роботи привели до відкриття деяких фундаментальних процесів у радіаційній хімії аліфатичних й аміно- кислот та їхніх солей. Процес дисоціативного захоплення електрона та подальша доля електрона вважається його головним внеском як науковця. Його наукові праці також цитуються у змісті томів (1–50) журналу «Progress in NMR Spectroscopy».

## Правозахисна діяльність
Брав участь у багатьох прогресивних рухах у Бангладеш, зокрема мовному русі 1952 року, масовому русі 1969 року та русі за відмову від співпраці 1970 року, а особливо у Війні за незалежність Бангладеш 1971 року як борець за свободу. Він був одним із викладачів Даккського університету, який брав безпосередню участь у визвольній війні Бангладеш 1971 року, був учасником Мукті-бахіні, брав участь у партизанській війні на кордоні Комілла проти армії Західного Пакистану. Пізніше став членом Комісії з планування уряду Бангладеш під час визвольної війни та працював генеральним секретарем Асоціації вчителів Східного Пакистану в Колькаті. Заснував кілька культурних організацій, щоб надихнути борців за свободу, де Мамунур Рашид та інші знані діячі брали активну участь. Після звільнення був генеральним секретарем Азійського товариства Бангладеш у 1972—1973 роках, змінивши на цій посаді Ахмеда Шаріфа.
Під час перебування у в'язниці й очікуванні смертної кари пакистанського вільнодумця Юнуса Шейха за нібито блюзнірські висловлювання щодо Магомеда у 2000 році, Рой організував «Комітет порятунку Юнуса Шейха» та проводив зустрічі, процесії, семінари, демонстрації спрямовані проти президента Пакистану генерала Первеза Мушаррафа.
Після загальних виборів 2001 року відбулася хвиля насильства й утисків щодо індуїстської меншини, Рой зайняв активну позицію, щоб допомогти жертвам. Він створив осередок контролю та моніторингу в Дацці перед виборами 2008 року, щоб запобігти подібним звірствам. Також боровся за права корінного населення Бангладеш.

## Вільнодумство і світський гуманізм
Переклав бенгальською мовою перший розділ книги Річарда Докінза «Ілюзія Бога» і взяв активну участь у представленні Ароджа Алі Матуббара, раціоналіста, селянського філософа з Бангладешу на заході. В різних есе захищав Тасліму Насрін та її тяжке становище. Працював над створенням науково обґрунтованої культури для швидкого розвитку країни. Був одним із перших організаторів мітингу до Дня Дарвіна в Дацці. Його критикували за підтримку антиісламської діяльності, про яку йдеться у «Відкритому листі від шаха Ахмада Шафі до уряду та громадськості», пов'язаний з протестами Шахбаг 2013 року.
Його сина Авіджита Роя, інженер, який вів блог про світський гуманізм, забили до смерті в Дацці 26 лютого 2015 року.

## Визнання та нагороди
- Екушей Падак (2012)[20][21]
- Літературна премія Bangla Academy (2011)[22][23]
- Нагорода азійського товариства (2009)
- Премія Bangla Academy Fellowship (2008)
- Меморіальна премія Джаханара Імам (2007)[24]

## Смерть
Помер 9 грудня 2019 року у 84 роки.